# Nadia Fingall
Nadia Angelique Fingall (nacida el 12 de agosto de 1998 en Navarre, Florida, Estados Unidos), conocida como Nadia Fingall, es una jugadora de baloncesto estadounidense que juega en la posición de pívot en Casademont Zaragoza de la Liga Femenina Endesa.

## Carrera profesional
Formada en la Universidad de Stanford, fichó por el Nou Bàsquet Paterna, equipo vinculado al Valencia Basket, para la temporada 2020-21. La temporada siguiente dio el salto a la Liga Femenina al fichar por el Movistar Estudiantes, renovando por una segunda temporada. El 22 de mayo de 2023, se anunció su fichaje por el Valencia Basket. 
Tras dos temporadas en Valencia Basket, el 22 de mayo de 2025, ficha por Casademont Zaragoza.